# Tinissa
Tinissa är ett släkte av fjärilar. Tinissa ingår i familjen äkta malar.

## Bildgalleri

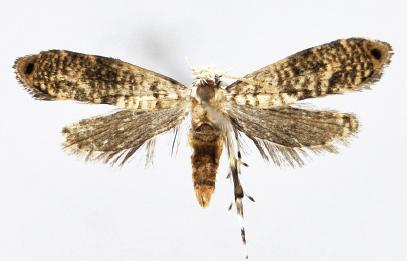
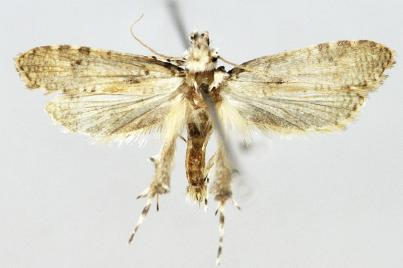
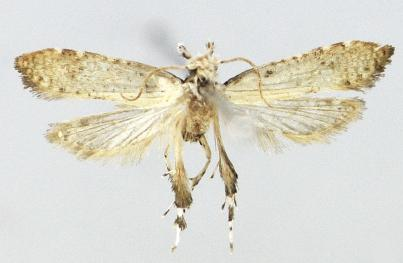
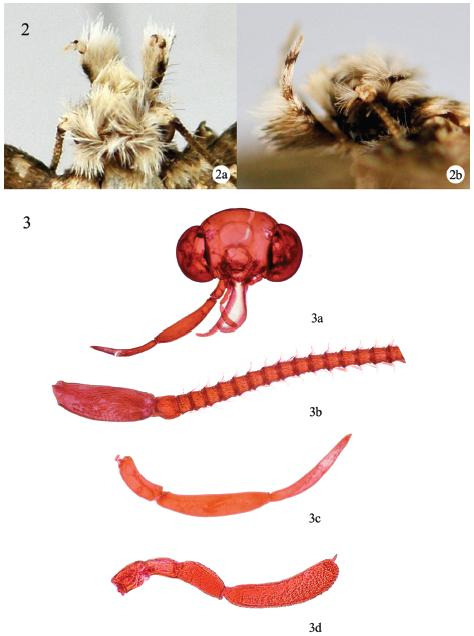
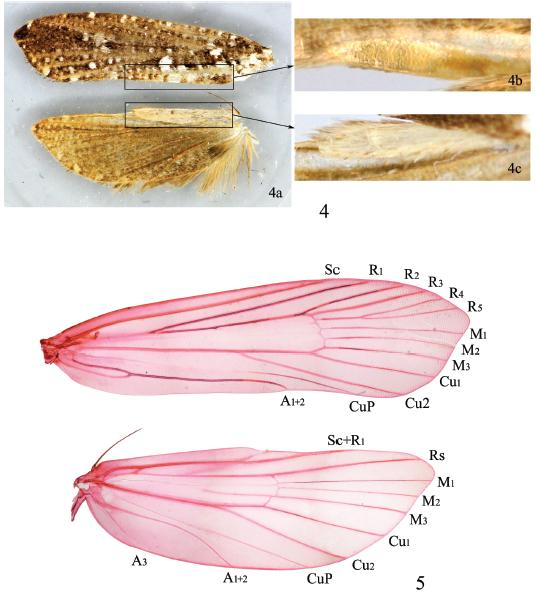
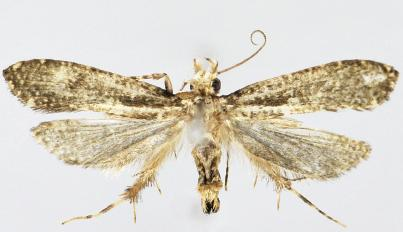

## Dottertaxa tillTinissa, i alfabetisk ordning[1]
- Tinissa albipuncta
- Tinissa amboinensis
- Tinissa araucariae
- Tinissa bakeri
- Tinissa baliomicta
- Tinissa chalcites
- Tinissa chaotica
- Tinissa cinerascens
- Tinissa classeyi
- Tinissa convoluta
- Tinissa cultellata
- Tinissa distracta
- Tinissa dohertyi
- Tinissa errantia
- Tinissa eumetrota
- Tinissa goliath
- Tinissa indica
- Tinissa insignis
- Tinissa insularia
- Tinissa kidukaroka
- Tinissa krakatoa
- Tinissa mysorensis
- Tinissa palmodes
- Tinissa parallela
- Tinissa philippinensis
- Tinissa phrictodes
- Tinissa poliophasma
- Tinissa polysema
- Tinissa polystacta
- Tinissa rigida
- Tinissa ruwenzorica
- Tinissa spaniastra
- Tinissa torvella
- Tinissa transversella
- Tinissa wayfoongi
- Tinissa yaloma